# Leichtathletik-Weltmeisterschaften 2013/Teilnehmer (Burundi)
| Gelbes Symbol für Goldmedaillen mit stilisierten Olympischen Ringen | Graues Symbol für Silbermedaillen mit stilisierten Olympischen Ringen | Braundes Symbol für Bronzemedaillen mit stilisierten Olympischen Ringen |
| ------------------------------------------------------------------- | --------------------------------------------------------------------- | ----------------------------------------------------------------------- |
| —                                                                   | —                                                                     | —                                                                       |

Der Leichtathletik-Verband von Burundi stellte einen Teilnehmer bei den Leichtathletik-Weltmeisterschaften 2013 in der russischen Hauptstadt Moskau.

## Ergebnisse

### Männer

#### Laufdisziplinen
| Athlet         | Disziplin | Vorlauf        | Vorlauf | Halbfinale     | Halbfinale | Finale             | Finale             |
| Athlet         | Disziplin | Zeit           | Platz   | Zeit           | Platz      | Zeit               | Platz              |
| -------------- | --------- | -------------- | ------- | -------------- | ---------- | ------------------ | ------------------ |
| Antoine Gakeme | 800 m     | 1:46,70 min PB | 14      | 1:45,39 min PB | 10         | nicht qualifiziert | nicht qualifiziert |